# Shaun Cassidy
Shaun Cassidy (Los Angeles, 27 de Setembro de 1958) é um diretor e compositor estadunidense. Dentre seus trabalhos destacam-se: Cold Case, Gótico e Invasion.